# 세나도레스 데 산후안
세나도레스 데 산후안(Senadores de San Juan)은 푸에르토리코 산후안에 위치한 프로 야구팀이다. 푸에르토리코 베이스볼 리그 소속이며, 에스타디오 히람 비스론 야구장을 홈구장으로 사용하고 있다. 리그 우승 8회 기록과 캐리비안 시리즈 1회 우승 기록을 가지고 있다.

## 같이 보기
- 로보스 데 아레시보